# Уџ
Уџ (тур. اوج) је османски коридор за војну офанзиву и освајање. На челу је уџ-бег (тур. uç-bey). 
Израз је војни и дословно значи врх стреле или копља. Оуји означавају главне стратешке правце отоманске офанзиве.
На пример, на Ускрс 1346. у Скопљу (с копља), краљ Стефан Душан проглашен је „Царем Срба и Грка“.
Први санџакбега Скопља je Јигит паша. Његов син Турахан-бег је вођа морејског уџа и осваја Тесалију.  Његов други син је Исак-бег вођа српског уџа.  Његов син Иса-бег Исаковић први санџакбег Босанског санџака.  У то време је у Велбужду живео румелијски мирмиран.